# Interfície d'aire
La interfície aèria, o mode d'accés, és l'enllaç de comunicació entre les dues estacions en comunicació mòbil o sense fil. La interfície aèria implica tant les capes físiques com les d'enllaç de dades (capa 1 i 2) del model OSI per a una connexió.

## Capa física
La connexió física d'una interfície aèria es basa generalment en ràdio. Normalment és un enllaç punt a punt entre una estació base activa i una estació mòbil. Tecnologies com l'accés múltiple impulsat per oportunitats (ODMA) poden tenir flexibilitat pel que fa a quins dispositius serveixen en quins rols. Alguns tipus de connexions sense fil tenen la capacitat d'emetre o multidifusió.
Es poden crear diversos enllaços en un espectre limitat mitjançant FDMA, TDMA o SDMA. Algunes formes avançades de multiplexació de transmissió combinen enfocaments de divisió de freqüència i temps com OFDM o CDMA. En les comunicacions telefòniques mòbils, la interfície aèria és la part de radiofreqüència del circuit entre el telèfon mòbil o el mòdem sense fil (generalment portàtil o mòbil) i l'estació base activa. A mesura que un abonat es mou d'una cel·la a una altra del sistema, l'estació base activa canvia periòdicament. Cada canvi es coneix com a transferència.

## Capa d'enllaç de dades
La capa d'enllaç de dades en una interfície aèria sovint es divideix més enllà que les subcapes simples de control d'accés a mitjans (MAC) i control d'enllaç lògic (LLC) que es troben en altres terminologies OSI. Tot i que la subcapa MAC generalment no es modifica, la subcapa LLC es subdivideix en dues o més subcapas addicionals segons l'estàndard. Les subcapes comunes inclouen:
- Control d'enllaç de ràdio
- Protocol de convergència de dades de paquets
- Control de recursos de ràdio

## Normes
- GSM / UMTS
- diversos UTRA
- 5G NR